# Lars Jorgensen
Lars Ploug Jorgensen (1 de septiembre de 1970) es un deportista estadounidense que compitió en natación. Su hermano Daniel compitió en el mismo deporte.
Ganó una medalla de plata en el Campeonato Pan-Pacífico de Natación de 1989, en la prueba de 1500 m libre.

## Palmarés internacional
| Campeonato Pan-Pacífico | Campeonato Pan-Pacífico | Campeonato Pan-Pacífico | Campeonato Pan-Pacífico |
| Año                     | Lugar                   | Medalla                 | Prueba                  |
| ----------------------- | ----------------------- | ----------------------- | ----------------------- |
| 1989                    | Tokio (Japón)           | Medalla de plata        | 1500 m libre            |